# Lachemilla pinnata
Lachemilla pinnata är en rosväxtart som först beskrevs av Hipólito Ruiz López och Pav., och fick sitt nu gällande namn av Werner Hugo Paul Rothmaler. Lachemilla pinnata ingår i släktet Lachemilla och familjen rosväxter. Inga underarter finns listade i Catalogue of Life.